# إفساد الحدث
إفساد الحدث او فضح الحبكة (بالإنجليزية: Spoiler) (أو بمصطلح شائع "الحرق") هو عنصر من عناصر الملخص أو الوصف المنتشر لأي سرد يكشف عن عناصر الحبكة وعادةً ما تُعتبر تفاصيل خاتمة الحبكة مادة مفسدة بما في ذلك الذروة والنهاية على وجه الخصوص، ويمكن استخدامه أيضًا للإشارة إلى أي معلومة تتعلق بأي جزء من وسائط معينة لم يكن من المفترض أن يعرفها المستهلك المحتمل مسبقًا.

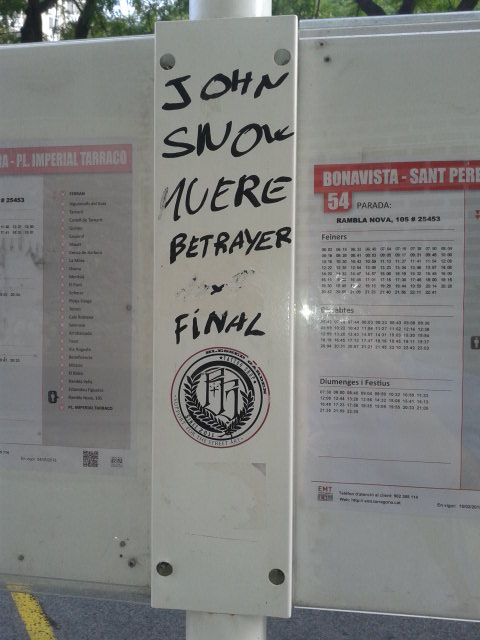
من مظاهر إفساد الحدث (حرق)

## التاريخ
في عدد أبريل 1971 من ناشيونال لامبون كان أحد الاستخدامات المطبوعة الأولى لهذا المصطلح حيث كشف مقال لدوغ كيني بعنوان "المفسدون" عن نهايات الأفلام والأفلام الشهيرة، كتب كيني: "المفسدون! من هم؟ ببساطة نهاية الحيلة لكل رواية وفيلم غامض قد تشاهده في أي وقت وتوفر الوقت والمال!"
تم تقديم مصطلح المفسد في الأيام الأولى للإنترنت وبرز في محادثات مجموعات الأخبار ولا يزال شائعًا في المقالات عبر الإنترنت ومناقشات وسائل التواصل الاجتماعي، أصرت القواعد المبكرة لشبكة الإنترنت على إمكانية ووجوب تجنب المفسدين بشكل طبيعي ولكن إذا كان نشر معلومات مُفسدة أمرًا لا مفر منه يُفضَّل أن يسبقه تحذير مثل "تنبيه إفساد" ويجب إخفاء الإفساد نفسه بحيث لا يمكن أن تكون مرئية لأي شخص سوى الحريصين على التفاصيل وغير منزعجين من فكرة أن مثل هذه المعلومات من المحتمل أن تكشف عن الحبكة والمؤامرة.
في بعض الأحيان يتم حذف هذه التحذيرات عن طريق الخطأ أو عن طريق العمد فكان لدى بعض القراء الغير متعمّدين مؤلفات وأفلام وبرامج تلفزيونية وأعمال أخرى كانوا يتطلعون إلى تجربتها "تم إفسادها"(تم حرقها).
هناك طلب شائع خاصة بين مستخدمي الإنترنت للحصول على الحماية من مشاهدة المواد التي يتم اعتبارها تتضمن معلومات "مفسدة" حتى في نسخة الإنترنت من الإعدادات حيث ظهرت هذه المواد بشكل تقليدي وتاريخي مثل مجموعات المناقشة أو المراجعات الأدبية ونتيجةً لهذا المستوى من الاعتراض على المفسدين صار نشر المتصيدون لها لمجرد متعتهم ويجدون المتعة في الاعتقاد بأنهم يدمرون تجربة السرد للآخرين تمامًا، فاعتمادًا على مستوى الاعتدال الذي يحدث على موقع الويب أصبح بالإمكان الإبلاغ عن هذه المنشورات وحذفها ووضع الملصقات في القائمة السوداء ولكن فقط بعد وقوعها.

## سياسات ومميزات الموقع
تكشف ويكيبيديا عن الإفسادات (الحرق) في مقالاتها دون إعطاء تحذير مسبق على الرغم من أنها قد سبق لها أن أعطت مثل هذا التحذير قبل عام 2006 وانتقد ماثيو بريشارد حفيد أجاثا كريستي ويكيبيديا لتخليها عن المفسدين في مسرحية مصيدة الفئران وجادل أندرو جاريكي منتج الفيلم الوثائقي Catfish بأن ويكيبيديا يجب أن تحتوي على تنبيهات إفساد فقد تم نشر النهاية على ويكيبيديا قبل إصدارها المسرحي لأن الفيلم عُرض في مهرجان صندانس السينمائي 2010، قال جاي والش المتحدث باسم مؤسسة ويكيميديا أن المقصود من ويكيبيديا أن تكون مصدرًا شاملًا للمعرفة لذلك سيكون بها مفسدون.
تحتوي بعض منتديات الإنترنت والمواقع المرجعية مثل قسم الأسئلة الشائعة في IMDb على علامات إفساد اختيارية تغطي تفاصيل الحبكة الرئيسية، ويمكن الكشف عن المعلومات الموجودة أسفلها من خلال تمييز النص أو في حالة IMDb التمرير فوق علامة الإفساد.
يوجد بعض التطبيقات التي تمنع المستخدمين من قراءة المفسدين مثل ملحق جوجل كروم الخاص بـ TVShow Time الذي بمجرد إعداده يبدأ بحظر المنشورات على وسائل التواصل الاجتماعي حول الحلقات التي لم يشاهدها المستخدم.
في Usenet تتمثل الطريقة الشائعة لإخفاء معلومات المفسد في أن تسبقها بالعديد من الأسطر الفارغة المعروفة باسم "مساحة المفسد" - وهي كافية تقليديًا لدفع المعلومات المعنية إلى الشاشة التالية لمحطة مؤلفة من 25 سطرًا ويتم أيضًا استخدام تشفير بسيط يسمى ROT13 في مجموعات الأخبار لإخفاء المفسدين ولكن نادرًا ما يتم استخدامه لهذا الغرض في أماكن أخرى.
توفر معظم مواقع المناقشة وسيلة لوضع علامات على سلسلة رسائل معينة على أنها تحتوي على مواد مفسدة لأولئك الذين يرغبون في مناقشة عمل خيالي بعمق بما في ذلك نتائج الأحداث والتعامل مع القرار السردي وتسمح منصات الوسائط الاجتماعية مثل تويتر وتمبلر لمستخدميها بوضع علامات على المنشورات التي تحتوي على محتوى مفسد باستخدام علامات التصنيف التي يمكن وضعها بعد ذلك في القائمة السوداء للمستخدم لتجنب المناقشات المفسدة أثناء وبعد صدور العمل حتى يستهلكوا العمل أو الوسائط .
شعر البعض بأنه مضطر إلى تجنب المشاركة في المواقع العامة تمامًا أو إنشاء مواقع ويب "مغلقة" لاستبعاد أولئك الذين لديهم حساسية تجاه المخربين أو أنه يتعين عليهم التدوين من جانب واحد على حساب التبادل العام.

## التأثير النفسي
في عام 2011 أجرى نيكولاس كريستنفيلد وجوناثان ليفيت من جامعة كاليفورنيا في سان دييغو تجربة نفسية لاختبار ما إذا كان المفسدين يقللون من الاستمتاع بالخيال، فقدموا قصصًا قصيرة للموضوعات بنهايات ملتوية للقراءة مع إعطاء بعض المعلومات حول هذا التطور مسبقًا لكل قصة تقريبًا واستمتع الأشخاص الذين كانت القصة "مسرّبة" لهم بالقصة أكثر من الأشخاص الذين لم يعرفوا النهاية مسبقًا.
كان لإفساد خسارة جيمس هولزاور في لعبة Jeopardy تأثيرًا إيجابيًا غير متوقعًا إلى حد ما على تقييمات تلك الحلقة التي تم الإبلاغ عنها من قبل كل من المطبوعات ومصادر الإنترنت قبل ساعات من بثها على معظم محطات العرض، بدلًا من إتلاف النتيجة قام المفسدون بالمضايقة بما يكفي فقط لتشجيع المشاهدين على الاستماع ليروا كيف تم ضرب هولزاور المهيمن سابقًا. Jeopardy لا تتطلب تعاقدًا من أعضاء جمهورها على التزام الصمت فيما يتعلق بالمفسدين يتبع الأعضاء بشكل عام نظام الشرف في عدم التسريب قبل حلقات الهواء.
تتناقض هذه الأحداث مع التصور السلبي العام للمفسدين في حين لم تضع أي دراسات هذه الفكرة السلبية على الورق فلا يزال الإفساد يعتبر بأنه يفسد التجربة من قبل العديد من الناس.

## الآراء
الكُتَّاب والمخرجون
تتضمن اعتمادات نهاية فيلم Les Diaboliques للمخرج هنري جورج لعام 1955 بطاقة من المخرج بها رسالة مبكرة لمكافحة الافساد:
لا تكن شيطانيًا!
لا تدمر الاهتمام الذي قد يكون لأصدقائك في هذا الفيلم
لا تخبرهم بما رأيت
شكرًا بالنيابة عنهم
وبالمثل في عام 1960 طلب ألفريد هيتشكوك من المشاهدين عدم الكشف عن نهاية فيلمه المثير نفسيًا قائلًا "من فضلك لا تُفشِ النهاية إنها الوحيدة التي لدينا".
في مقابلة حول سلسلة Dark Tower (التي ظهرت في العدد رقم 4 من تأليف Marvel Comic لعام 2007 The Gunslinger Born) سُئل ستيفن كينغ عما إذا كان هناك مفسدون في الروايات القليلة الأولى من شأنها أن تدمر تجربة الشخص في القصة المصورة، فأجاب كينغ: "لا يوجد مفسدون!" وفي وقتٍ لاحق في عام 2014 تم انتقاد كينغ على نطاق واسع بسبب احتفاله بزوال شخصية رئيسية في صراع العروش على تويتر بعد لحظات فقط من بث الحلقة وبالتالي كشف عن تطور مؤامرة للجماهير الغير حية والخارجية، فرد كينج بالتعليق على نهاية مسرحية شكسبير روميو وجولييت وموت الشخصيات الرئيسية وــ ردد صدى الحادثة في حديث مع المؤلف وكاتب السيناريو للمشهد جورج آر.مارتن في عام 2016 ولخصه على أنه "لا يمكنك إفساد كتاب!"ــ متبوعًا باكتشافات مرتجلة عن مؤامرات لأعمال أساسية بما في ذلك Citizen Kane.
في أبريل 2015 أنشأ مسرح Under the Gun "سرب المفسدين" وهو عرض محاكاة ساخرة على أساس سلسلة صراع العروش للمخرج جورج آر آر مارتن، وتلخص المسرحية الكوميدية المواسم الأربعة السابقة من برنامج HBO التلفزيوني، فقال كيفن مولاني الذي أخرج فيلم Swarm of Spoilers: "أنا شخص حساس جدًا بشأن المفسدين لذلك أردت التأكد من أنه واضح جدًا من العنوان" على الرغم من أنه ذهب ليقول: "يوجد بالفعل هذه النظرية حول المفسدين الذين نعتقد أنهم يؤذون الاستمتاع بالعروض وأشعر بالتأكيد بهذه الطريقة أحيانًا لكن أعتقد أن هناك دراسات تظهر الجانب الآخر: أنه عندما نعرف نهاية قصة لم نقرأها من قبل يعزز القصة بالفعل، لذلك لا أعرف ما إذا كان سيؤذي أي شخص أن يأتي لرؤيتها" وتضمن الإنتاج النهائي 45 من شخصيات المسلسل ولعبته فرقة من 18 شخصًا.
استوديوهات الأفلام
يقوم بعض المنتجين ببث معلومات زائفة بشكل نشط من أجل تضليل المعجبين، فقام مخرج فيلم Terminator Salvation بتنظيم "حملة تضليل" حيث تم توزيع مفسدين كاذبين حول الفيلم لإخفاء أي شائعات حقيقية حول حبكة الفيلم.
عززت الحملات التسويقية لـ Marvel Studios 'Avengers: Infinity War وتكملة لها Avengers: Endgame على نطاق واسع الحفاظ على السرية فيما يتعلق بمخططات الأفلام مع حملة وسائل التواصل الاجتماعي الخاصة بالأخيرة بما في ذلك علامة التصنيف (#DontSpoilTheEndgame) برسالة موقعة من الأخوين روسو وشريط فيديو يظهر طاقم الفيلم يطالب المشاهدين السابقين بالامتناع عن إفساد الحبكة.
نقاد السينما
في عام 2005 كتب الناقد السينمائي في شيكاغو سن تايمز روجر إيبرت مقالًا بعنوان "ليس للنقاد الحق في لعب دور المفسد" الذي تضمّن تحذيرات المفسدين وتنبيهات الإفساد:
لا تفعل الشخصيات في الأفلام دائمًا ما نفعله ففي بعض الأحيان يتخذون خيارات تسيء إلينا، هذا حقهم ومن حقنا الاختلاف معهم ومع ذلك ليس من حقنا أن ندمر للآخرين تجربة أن نتفاجأ من تلك الاختيارات كما كنا فقبل بضع سنوات بدأت في ملاحظة "تحذيرات الإفساد" في مراجعات الأفلام على الويب - وهي طريقة مختصرة لإعلام القارئ بأن نقطة حبكة رئيسية على وشك الكشف عنها، بعد أن سمعت قلة من القراء يتهمونني بسرد الكثير من القصة بدأت في استخدام مثل هذه التحذيرات في مراجعاتي".
استخدم إيبرت تحذيرين من المفسدين في المقالة قائلًا: "إذا لم تكن قد رأيت طفل المليون دولار بعد ولا تعرف شيئًا عن المؤامرة فلا تقرأ المزيد" ثم قال لاحقًا: "الآن هناك تحذير إفساد آخر لأنني سأصبح أكثر وضوحًا" وناقش إيبرت ستة أفلام في المقال وذكر عدد النقاد الذين تعاملوا مع The Crying Game وأشار أيضًا إلى تفاصيل حول فيلم The Year of Living Dangerously وذكر أيضًا فيلمين إلى جانب فيلم Million Dollar Baby.
بالإضافة إلى ذلك انتقد إيبرت اثنين من المعلقين راش ليمبو ومايكل ميدفيد (الذي كان لفترة طويلة معلقًا سياسيًا وليس ناقدًا سينمائيًا) لتعمدهما الكشف عن نهاية الفيلم بسبب خلاف أخلاقي مع البطولة وقرار حياة الشخصية ــ سأل إيبرت ــ " ألا يُسمح لفيلم بالنظر في [المسألة الأخلاقية]؟"، "تم تصميم الفصل بين الكنيسة والدولة في أمريكا بحكمة لمنع الأديان من إملاء الاختيارات الشخصية لأولئك الذين لا يشتركون في نفس المعتقدات." 
الفنانون
في معرض فني في متحف الفن المعاصر في مونتيري (المكسيك) قدم الفنان ماريو غارسيا توريس سلسلة من الأعمال بعنوان لوحات المفسدين حيث تم كتابة المخربين من معظم أفلام هوليوود على لوحات ملونة كبيرة.

## روابط خارجية
- "المفسدون لا تفسدوا أي شيء" - (جوناه ليهرر ، وايرد)
- المفسدون: قوانين النسر الرسمية للتقادم - مجلة نيويورك.